# 1939 en Ontario
Chronologie de l'Ontario
- 1935
- 1936
- 1937
- 1938
- 1939
- 1940
- 1941
- 1942
- 1943

Cette page concerne des événements d'actualité qui se sont produits durant l'année 1939 dans la province canadienne de l'Ontario.

## Politique
- Premier ministre : Mitchell Hepburn (Parti libéral)
- Chef de l'Opposition: Vacant puis George Drew (Parti conservateur)
- Lieutenant-gouverneur: Albert Edward Matthews (en)
- Législature: 20e (en)

## Événements
- Inauguration du Malton airport qui deviendra l'Aéroport international Pearson de Toronto.

## Naissances
- 3 janvier : Bobby Hull, joueur de hockey sur glace.
- 11 janvier : Anne Heggtveit, skieuse.
- 14 janvier : Martha Gibson (en), actrice.
- 1er mars : Marlene Catterall (en), député fédéral d'Ottawa-Ouest (1988-1997) et Ottawa-Ouest—Nepean (1997-2006).
- 24 juin : Michael Overs (en), homme d'affaires († 31 mars 2010).
- 31 août : Dennis Lee (en), auteur.
- 18 novembre : Margaret Atwood, romancière, poétesse et critique littéraire.
- 25 octobre : Robin Spry, producteur, réalisateur et scénariste († 28 mars 2005).
- 24 décembre : James Bartleman (en), 27e lieutenant-gouverneur de l'Ontario.

## Décès
- 7 mars : Joseph Flavelle (en), homme d'affaires (° 15 février 1858).
- 8 mars : Henry Pellatt, homme d'affaires et militaire (° 6 janvier 1859).
- 6 mai : Edward S. Rogers (en), inventeur et pionnier de la radio (° 21 juin 1900).
- 12 novembre : Norman Bethune, médecin (° 4 mars 1890).
- 28 novembre : James Naismith, professeur en médecine (° 6 novembre 1861).